# ملازمين (أم درمان)
ملازمين حي سوداني يقع في ولاية الخرطوم ب مدينة أم درمان كان يعرف بـ (حي السور).

الموقع:
يقع شرق أم درمان القديمة يحده من جهة الجنوب مباني الإذاعة والتلفزيون ومن الشمال شارع الزعيم الأزهري ومن الشرق شارع النيل أمدرمان ومن الغرب شارع سجن أم درمان الممتد من صينية الزعيم الأزهري إلى بوابة عبد القيوم .

## المناخ
يسود المنطقة شبه صحراوي إلى جاف وهو حار جاف و ممطر صيفاً و بارد جاف شتاءً، يتميز بارتفاع درجات الحرارة صيفاً ما بين 40˚ - 34.9˚ مئوية وتنخفض درجات الحرارة شتاءً ما بين 27˚ - 30.8˚ مئوية.

## أصل التسمية
وعُرف بهذا الاسم لأن سكانه من الجيش الذي لازَم الإمام محمد أحمد المهدي قائد الثورة المهدية بالسودان

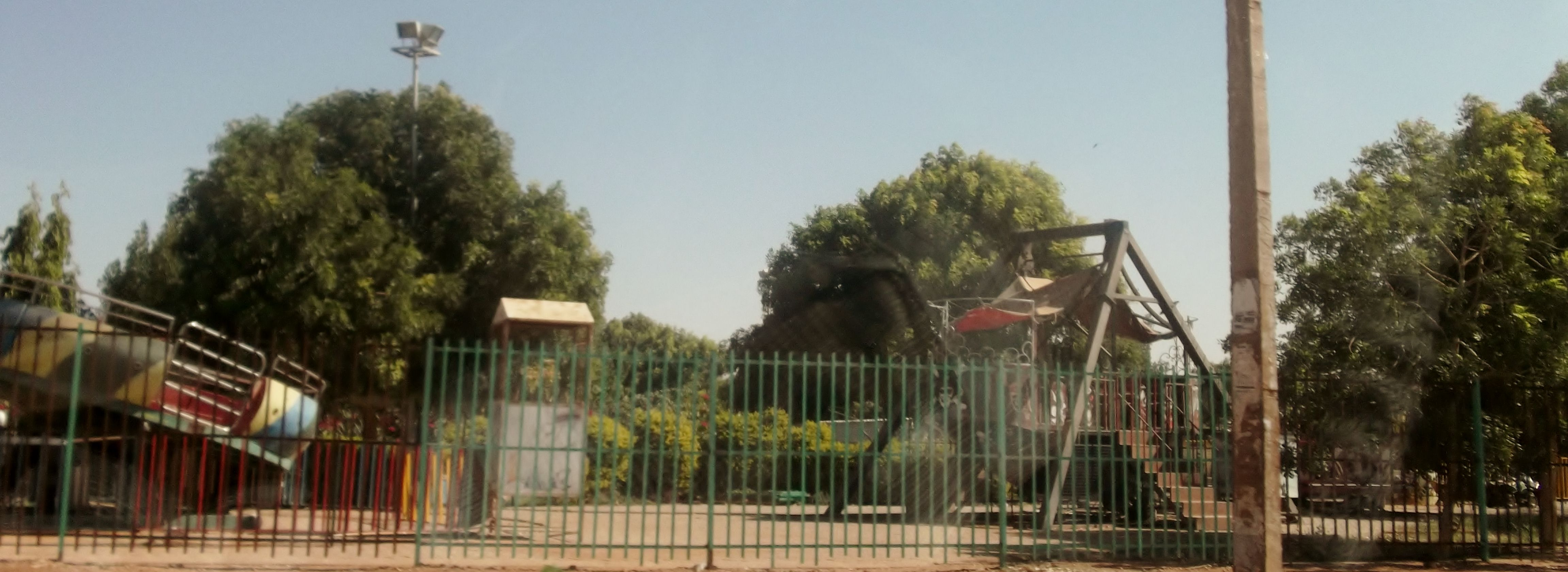
حديقة ميدان البحيرة

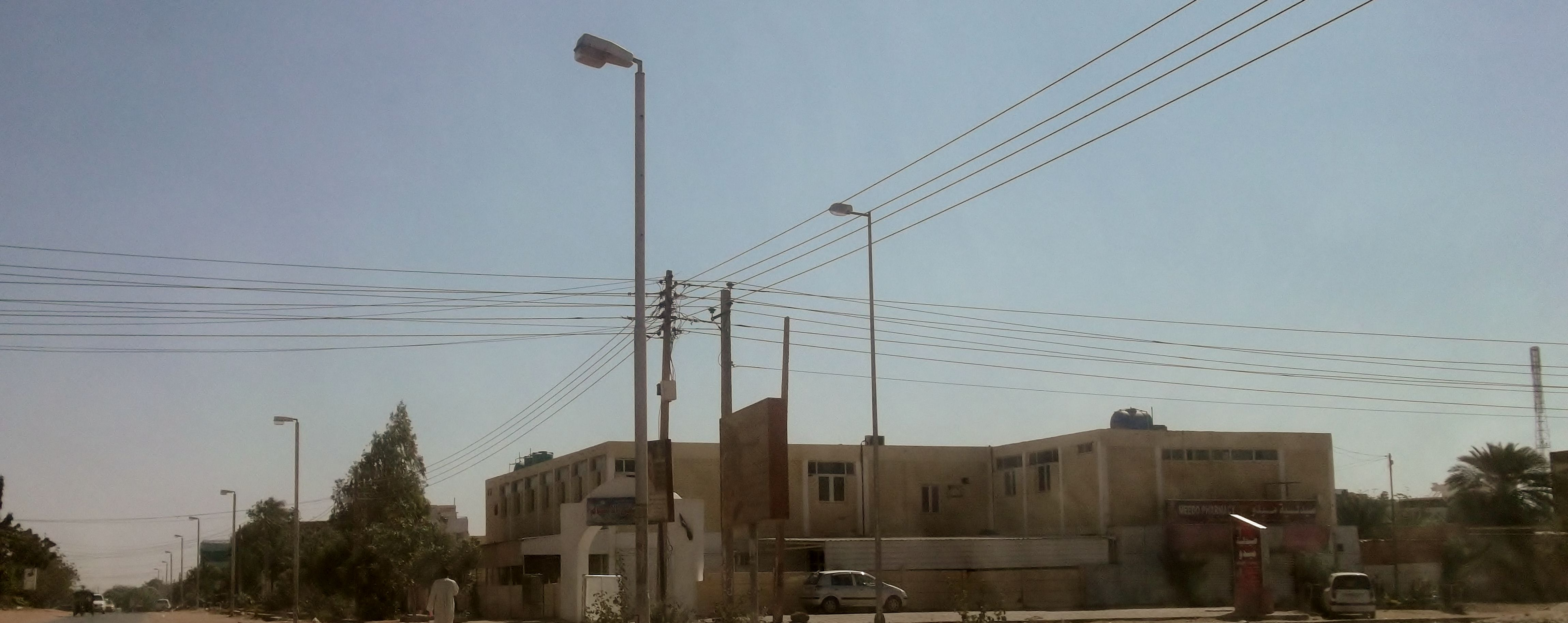
مستشفى الإمام

## أهم معالم الحي

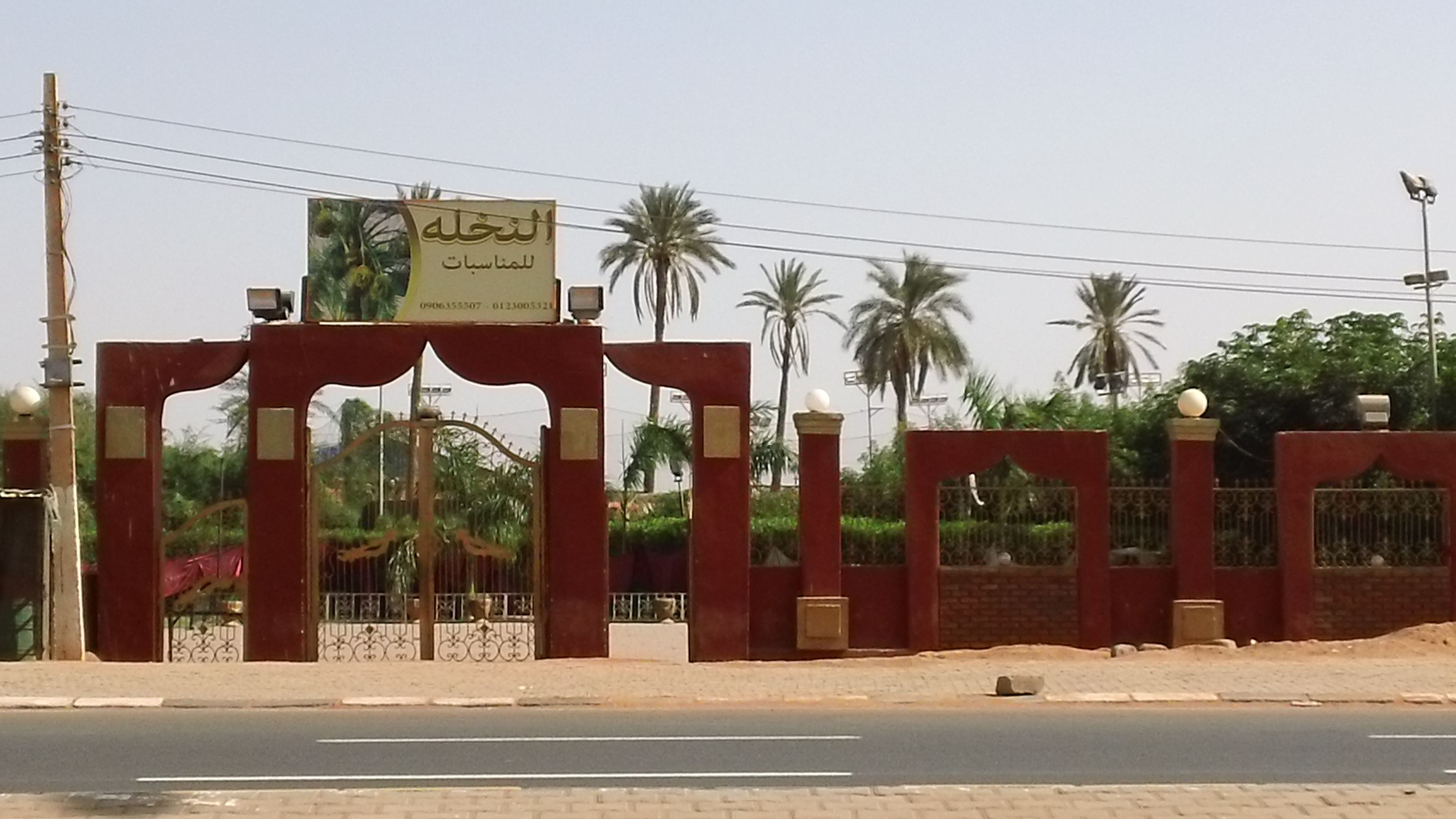
النخلة للمناسبات

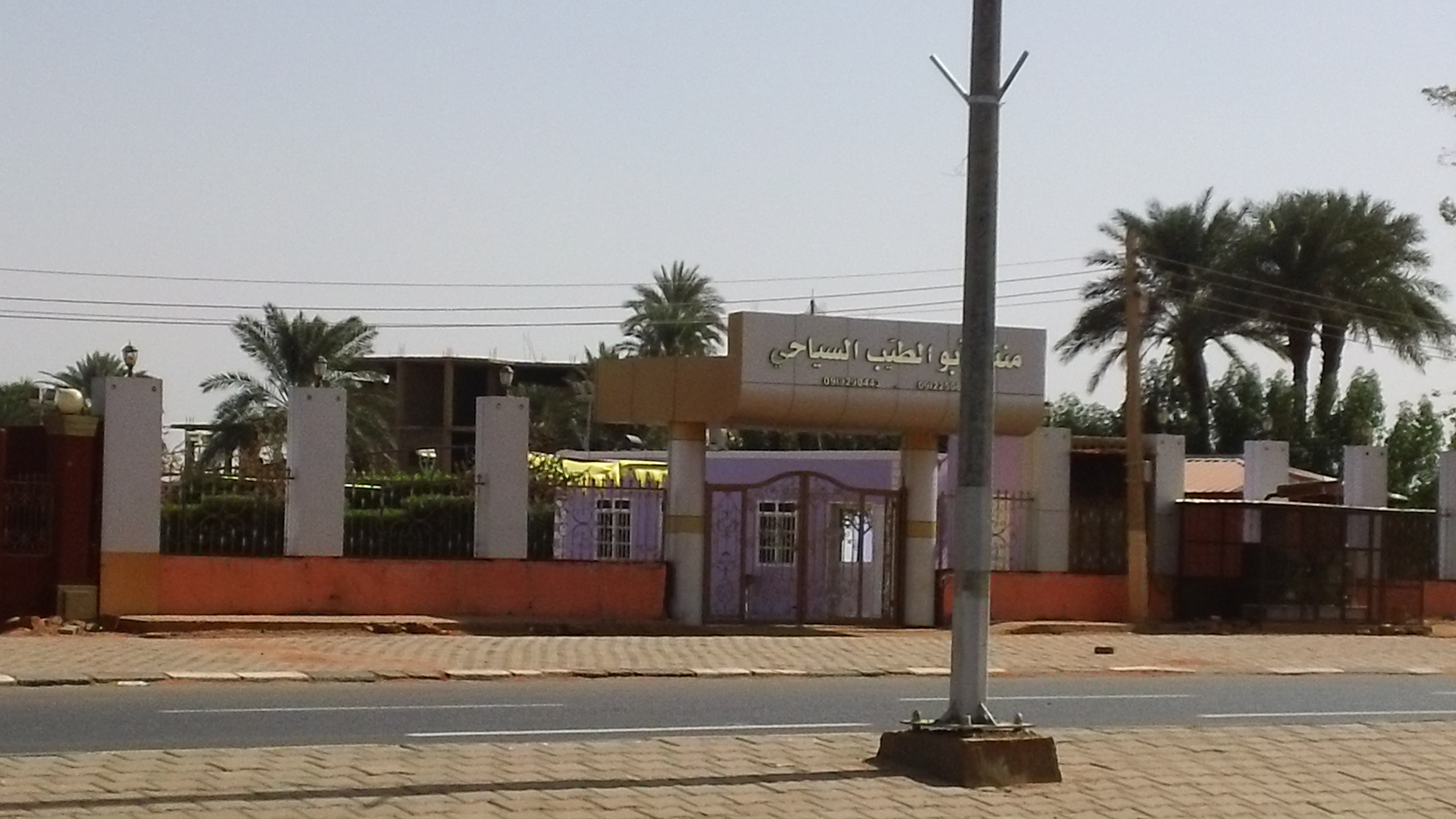
منتزه أبو الطيب السياحي

- مستشفى المناطق الحارة
- مستشفى الملازمين الخاص
- سجن أم درمان
- معهد الأمل للصم والبكم
- مستشفى البحيرة الخاص
- حديقة ميدان البحيرة
- المدرسة الأهلية الثانوية الحكومية

- شباب أم دمان
- أسماء عبد الرحيم الثانوية
- العرائس والفنون الشعبية
- السودانية
- مدارس المليك
- أم درمان الكبير
- مدرسة أم دمان الفنية
- نادي الشاطئ الرياضي الثقافي
- بيت المال الابتدائية
- شرطة أم درمان الكمندانية
- الملازمين الإبتدائية للبنات
- مدرسة الملازمين الثانوية للبنات
- مدارس كامبردج الخاصة

## وصلات خارجية
- موقع محلية أم درمان نسخة محفوظة 23 ديسمبر 2012 على موقع واي باك مشين.